# Patuá

Patuá é um amuleto muito utilizado por pessoas ligadas ao candomblé, feito de um pequeno pedaço de tecido na cor correspondente ao orixá, ao qual é bordado o nome do orixá e colocado um determinado preparo de ervas e outras substâncias atribuídas a cada orixá. A pessoa utiliza o patuá específico do seu orixá no bolso da sua vestimenta, dentro de carteiras de cédulas ou bolsas para obter proteção e sorte do seu orixá. No culto aos egunguns, esse amuleto é chamado de breve.
Os mandingas de origem africana e muçulmanos carregavam no peito um cordão com um pedaço de couro com inscrições de trechos do Alcorão. Os negros de outras etnias denominavam esse objeto de patuá.